# حضارة (السياني)

تعديل مصدري - تعديل

حضارة هي إحدى قرى عزلة هدفان بمديرية السياني التابعة لمحافظة إب، بلغ تعداد سكانها 875 نسمة حسب تعداد اليمن لعام 2004.